# Ђорђе Симеоновић
Ђорђе Симеоновић (Подгорац, код Бољевца, 6. октобар 1915 – Краљевица, код Зајечара, 27. септембар 1941), учесник Народноослободилачке борбе и народни херој Југославије.

## Биографија
Родио се у селу Подгорац, код Бољевца, 6. октобар 1915. године од оца Симеона и мајке Калине.
Отац му је био рудар у оближњем руднику Боговина. Због хромости десне ноге, није могао да обавља сеоске послове, зато су родитељи одлучили да га школују.
Основну школу завршио је у родном месту, а нижу гимназију 1930. године у Бољевцу. Желео је да настави школовање, па га је отац уписао у пети разред гимназије у Зајечару.
Током школовања сам се издржавао, давајући часове деци зајечарских трговаца и чиновника, а матурирао је 1934. године са одличним успехом.
Исте године уписао је Правни факултет у Београду који је завршио 1938. године. Запослио се у библиотеци факултета и уписао се на докторске студије. Теза на докторским студијама му је била „Положај и осиромашење сељака у Југославији”.

## Политички рад
Током студирања пришао је комунистичком покрету. Заједно са Љубомиром Нешићем 1938. је формирао задружну омладинску организацију у Подгорцу. Године 1939. поверено му је руководство омладинским секцијама Удружења Тимочана и Крајинаца. Ђорђе је на терену Тимочке крајине активно радио на оснивању ових секција у градовима и селима. Ове секције су, према замисли Добривоја Радосављевића, служиле као легалан канал партије у окупљању родољуба са подручја Тимочке и Неготинске крајине и њихово припремање за одбрану земље од фашизма.
Члан партије је постао почетком 1940. године. Када је примљен у КПЈ, по директиви ОК КПЈ за Зајечар, формирао је партијску ћелију од пет чланова. Учествовао је у припремама штрајка рудара у руднику Боговина, али штрајк није успео. Почетком Другог светског рата, учествовао је у формирању Бољевачког НОП одреда 28. јула 1941. године.
Одред је формиран у месту Балц у подножју планине Малиник. Због хромости остављен је за рад у позадини и захваљујући његовом раду одреду је пришло око 180 људи. У другој половини августа бројао је око 450 бораца. Немци су због постојања партизанских одреда вршили одмазду, палили устаничка села и вешали становнике. Подгорац и Злот су бомбардовани 6. септембра 1941. а потом су ова села 9. и 10. септембра опљачкана и спаљена. На пијаци у Бољевцу 11. септембра стрељано је по 11 људи из оба села.
То је имало утицаја и многи су напустили одред.

## Погибија
Са председником општине у Подгорцу, Алексом Барбуловићем и четовођом организације Косте Пећанца, Немци су 21. септембра 1941. године организовали потеру у којој је учествовало и неколико стотина сељака. У тој потери је ухваћен Ђорђе и предат Немцима. Спроведен је у Злот, где је подвргнут мучењу, а затим у Зајечар где је такође био мучен, али ништа није одао.
Обешен је 27. септембра 1941. године на брду Краљевица, код Зајечара.
Указом председника ФНР Југославије Јосипа Броза Тита, 27. новембра 1953. године, проглашен је за народног хероја.